# Шведський футбольний союз
Шведський футбольний союз (SvFF) (швед. Svenska Fotbollförbundet; SvFF) — шведський спортивний союз і керівний орган шведського футболу. Союз був заснований 18 грудня 1904 року.
Він організовує футбольні ліги — Allsvenskan для чоловіків і Damallsvenskan для жінок, кубок Швеції з футболу, аматорську лігу, а також чоловічу і жіночу національні збірні. Він базується в комуні Сульна і є одним із засновників обох і ФІФА, і УЄФА.

## Жіноча збірна на міжнародному рівні
Жіноча збірна Швеції з футболу — одна з найкращих команд світу, яка демонструє цікаву, швидку та комбінаційну гру. На відміну від чоловічої, жіноча збірна переважно перебуває в першій трійці команд жіночого рейтингу ФІФА, разом із збірними Німеччини, Сполучених Штатів і Норвегії є однією з найнебезпечніших жіночих команд у світі, з хорошими бомбардирами.
Брала участь фінальних частинах наступних чемпіонатів світу: 1991, 1995, 1999 і 2003.